# Jaap Haartsen
Jacobus "Jaap" Cornelis Haartsen (Den Haag, 13 februari 1963) is een Nederlands elektrotechnicus. Haartsen studeerde in 1986 af als elektrotechnicus aan de Koninklijk Instituut voor Technologie en promoveerde daar in 1990.

Haartsen werkte vervolgens bij Ericsson alwaar hij in 1994 de Bluetooth-technologie uitvond. In 2000 werd hij hoogleraar 'Mobiele Radio Communicatiesystemen' aan de Universiteit Twente. Sinds 2010 is hij CTO van het Emmense bedrijf Tonalite, dat in 2012 is overgenomen door de Amerikaanse multinational Plantronics. In 2015 werd bekendgemaakt dat Haartsen wordt opgenomen in de Amerikaanse Hall of Fame voor uitvinders.
Sinds 2022 is Jaap Haartsen erelid bij de Electrotechnische Vereeniging te Delft.
 KTH heeft een gedenksteen voor Haartsen op het kasteelterrein die voor het publiek toegankelijk is.